# DNA nucleotidil-esotrasferasi
L'enzima nucleare DNA nucleotidil-esotrasferasi, noto comunemente come trasferasi terminale (in inglese: terminal deoxynucleotidyl transferase, sigla TDT, oppure anche come DNA nucleotidylexotransferase, DNTT), è una DNA polimerasi espressa in cellule linfoidi immature, pre-B, e nelle cellule della leucemia acuta linfoblastica e del linfoma. 
La funzione della TdT è quella di aggiungere nucleotidi all'estremità amino terminale sugli esoni di variabilità, diversità e  giunzione durante la ricombinazione V(D)J. Negli esseri umani, la trasferasi terminale viene codificata dal gene DNTT.

## Funzione
La TdT catalizza l'aggiunta di nucleotidi all'estremità 3' terminale della molecola di DNA. A differenza della maggior parte delle polimerasi del DNA non richiede un template. Il substrato preferito da questo enzima è il terminale 3' del DNA, ma è in grado di aggiungere  nucleotidi alle estremità 3' tagliate o strappate. Necessita di cobalto come cofattore, comunque l'enzima riesce a catalizzare la reazione in vitro anche con la somministrazione di manganese e/o di magnesio.

## Utilizzi
La trasferasi terminale ha applicazioni in biologia molecolare. Può essere impiegata nella procedura RACE per aggiungere nucleotidi che possono essere usati come un template per un primer nella procedura successiva di reazione a catena della polimerasi (PCR). Può essere anche usata per aggiungere nucleotidi marcati con isotopi radioattivi, ad esempio nel saggio biochimico noto come TUNEL assay (Terminal deoxynucleotidyl transferase dUTP Nick End Labeling) per la dimostrazione dell'apoptosi (processo di morte cellulare programmata, che in parte è contraddistinto dal DNA frammentato).
La trasferasi terminale può essere usata anche nei test di immunofluorescenza per la diagnosi di leucemia acuta linfoblastica e mostra caratteristiche promettenti per la produzione di DNA artificiale più lungo di 200 basi .

## Genetica
Il gene umano DNTT per la proteina TDT si trova nel cromosoma 10, braccio q23-q24, vicino ad altre chinasi come la
esochinasi 1 che si trova nello stesso cromosoma in posizione q-22.